# Giro Donne 2022
Il Giro Donne 2022, trentatreesima edizione della manifestazione, valido come quindicesima prova dell'UCI Women's World Tour 2022, si è svolto dal 30 giugno al 10 luglio 2022 su un percorso di 1002,6km, suddiviso in dieci tappe, con partenza da Cagliari, in Sardegna e arrivo a Padova, in Veneto.
La corsa torna a far parte del calendario dell'UCI Women's World Tour dopo esser stata declassata all'UCI Women's ProSeries lo scorso anno.

## Tappe
| Tappa  | Data      | Percorso                                    | km     | Vincitrice di tappa  | Leader cl. generale  |
| ------ | --------- | ------------------------------------------- | ------ | -------------------- | -------------------- |
| 1ª     | 30 giugno | Cagliari > Cagliari (cron. individuale)     | 4,7    | Kristen Faulkner     | Kristen Faulkner     |
| 2ª     | 1º luglio | Villasimius > Tortolì                       | 117,3  | Elisa Balsamo        | Elisa Balsamo        |
| 3ª     | 2 luglio  | Cala Gonone > Olbia                         | 112,7  | Marianne Vos         | Elisa Balsamo        |
|        | 3 luglio  | giorno di riposo                            |        |                      |                      |
| 4ª     | 4 luglio  | Cesena > Cesena                             | 120,9  | Annemiek van Vleuten | Annemiek van Vleuten |
| 5ª     | 5 luglio  | Carpi > Reggio Emilia                       | 123,4  | Elisa Balsamo        | Annemiek van Vleuten |
| 6ª     | 6 luglio  | Sarnico > Bergamo                           | 114,7  | Marianne Vos         | Annemiek van Vleuten |
| 7ª     | 7 luglio  | Prevalle > Passo del Maniva                 | 113,4  | Juliette Labous      | Annemiek van Vleuten |
| 8ª     | 8 luglio  | Rovereto > Aldeno                           | 92,2   | Annemiek van Vleuten | Annemiek van Vleuten |
| 9ª     | 9 luglio  | San Michele all'Adige > San Lorenzo Dorsino | 112,8  | Kristen Faulkner     | Annemiek van Vleuten |
| 10ª    | 10 luglio | Abano Terme > Padova                        | 90,5   | Chiara Consonni      | Annemiek van Vleuten |
| Totale | Totale    | Totale                                      | 1002,6 |                      |                      |

## Squadre e corridori partecipanti
Alla competizione prendono parte 24 squadre, di cui tredici UCI Women's WorldTeam e undici UCI Women's Continental Team; ogni squadra è composta da sei corridori, per un totale di 144 cicliste iscritte.
| N.      | Cod. | Squadra                            |
| ------- | ---- | ---------------------------------- |
| 1-6     | SDW  | Team SD Worx                       |
| 11-16   | VAI  | Aromitalia Basso Bikes Vaiano      |
| 21-26   | BPK  | BePink                             |
| 31-36   | BDU  | Bizkaia-Durango                    |
| 41-46   | CSR  | Canyon-SRAM Racing                 |
| 51-56   | WNT  | Ceratizit-WNT Pro Cycling Team     |
| 61-66   | COF  | Cofidis Women Team                 |
| 71-76   | CTF  | Colombia Tierra de Atletas-GW Sh.  |
| 81-86   | TIB  | EF Education-Tibco-SVB             |
| 91-96   | FDJ  | FDJ Nouvelle-Aquitaine Futuroscope |
| 101-106 | SBT  | Isolmant-Premac-Vittoria           |
| 111-116 | LIV  | Liv Racing Xstra                   |

| N.      | Cod. | Squadra                       |
| ------- | ---- | ----------------------------- |
| 121-126 | MOV  | Movistar Team Women           |
| 131-136 | CGS  | Roland Cogeas Edelweiss Squad |
| 141-146 | SER  | Servetto-Makhymo-Beltrami TSA |
| 151-156 | BEX  | Team BikeExchange-Jayco       |
| 161-166 | DSM  | Team DSM                      |
| 171-176 | JVW  | Team Jumbo-Visma              |
| 181-186 | MDS  | Team Mendelspeck              |
| 191-196 | TOP  | Top Girls Fassa Bortolo       |
| 201-206 | TFS  | Trek-Segafredo                |
| 211-216 | UAD  | UAE Team ADQ                  |
| 221-226 | UXT  | Uno-X Pro Cycling Team        |
| 231-236 | VAL  | Valcar-Travel & Service       |

## Evoluzione delle classifiche
| Tappa              | Vincitrice           | Classifica generale Maglia rosa | Classifica a punti Maglia ciclamino | Classifica scalatrici Maglia verde | Classifica giovani Maglia bianca | Classifica italiane Maglia azzurra | Classifica a squadre               |
| ------------------ | -------------------- | ------------------------------- | ----------------------------------- | ---------------------------------- | -------------------------------- | ---------------------------------- | ---------------------------------- |
| 1ª                 | Kristen Faulkner     | Kristen Faulkner                | Kristen Faulkner                    | Kristen Faulkner                   | Kata Blanka Vas                  | Elisa Balsamo                      | Trek-Segafredo                     |
| 2ª                 | Elisa Balsamo        | Elisa Balsamo                   | Elisa Balsamo                       | Franziska Brauße                   | Marta Jaskulska                  | Elisa Balsamo                      | Trek-Segafredo                     |
| 3ª                 | Marianne Vos         | Elisa Balsamo                   | Elisa Balsamo                       | Franziska Brauße                   | Franziska Koch                   | Elisa Balsamo                      | Trek-Segafredo                     |
| 4ª                 | Annemiek van Vleuten | Annemiek van Vleuten            | Elisa Balsamo                       | Mavi García                        | Niamh Fisher-Black               | Marta Cavalli                      | FDJ Nouvelle-Aquitaine Futuroscope |
| 5ª                 | Elisa Balsamo        | Annemiek van Vleuten            | Elisa Balsamo                       | Mavi García                        | Niamh Fisher-Black               | Marta Cavalli                      | FDJ Nouvelle-Aquitaine Futuroscope |
| 6ª                 | Marianne Vos         | Annemiek van Vleuten            | Marianne Vos                        | Elise Chabbey                      | Niamh Fisher-Black               | Marta Cavalli                      | FDJ Nouvelle-Aquitaine Futuroscope |
| 7ª                 | Juliette Labous      | Annemiek van Vleuten            | Elisa Balsamo                       | Elise Chabbey                      | Niamh Fisher-Black               | Marta Cavalli                      | FDJ Nouvelle-Aquitaine Futuroscope |
| 8ª                 | Annemiek van Vleuten | Annemiek van Vleuten            | Annemiek van Vleuten                | Elise Chabbey                      | Niamh Fisher-Black               | Marta Cavalli                      | FDJ Nouvelle-Aquitaine Futuroscope |
| 9ª                 | Kristen Faulkner     | Annemiek van Vleuten            | Annemiek van Vleuten                | Kristen Faulkner                   | Niamh Fisher-Black               | Marta Cavalli                      | FDJ Nouvelle-Aquitaine Futuroscope |
| 10ª                | Chiara Consonni      | Annemiek van Vleuten            | Annemiek van Vleuten                | Kristen Faulkner                   | Niamh Fisher-Black               | Marta Cavalli                      | FDJ Nouvelle-Aquitaine Futuroscope |
| Classifiche finali | Classifiche finali   | Annemiek van Vleuten            | Annemiek van Vleuten                | Kristen Faulkner                   | Niamh Fisher-Black               | Marta Cavalli                      | FDJ N. Aquitaine Futuroscope       |

## Classifiche finali

### Classifica generale - Maglia rosa
| Pos. | Corridore             | Squadra  | Tempo     |
| ---- | --------------------- | -------- | --------- |
| 1    | Annemiek van Vleuten  | Movistar | 27h07'26" |
| 2    | Marta Cavalli         | FDJ      | a 1'52"   |
| 3    | Mavi García           | UAE      | a 5'56"   |
| 4    | Elisa Longo Borghini  | Trek     | a 6'45"   |
| 5    | Niamh Fisher-Black    | SD Worx  | a 11'12"  |
| 6    | Cecilie Uttrup Ludwig | FDJ      | a 12'22"  |
| 7    | Silvia Persico        | Valcar   | a 13'08"  |
| 8    | Erica Magnaldi        | UAE      | a 15'13"  |
| 9    | Juliette Labous       | DSM      | a 15'49"  |
| 10   | Neve Bradbury         | Canyon   | a 17'29"  |